# Quasi forte
Quasi forte is een Italiaanse muziekterm voor dynamiek waarmee aangegeven wordt dat de speler luid moet spelen, maar niet zo luid als forte. De term kan het beste worden vertaald met bijna forte. In de praktijk is het de bedoeling dat men wat betreft luidheid dus tussen mezzoforte en forte in gaat zitten. De aanwijzing komt niet zo vaak voor als de meeste dynamiekaanwijzingen en kent ook geen symbool, zoals dat voor forte wel het geval is. Het is wel mogelijk dat, net zoals het geval is bij piu forte, men de aanwijzing geeft als quasi f.